# Uwęglenie

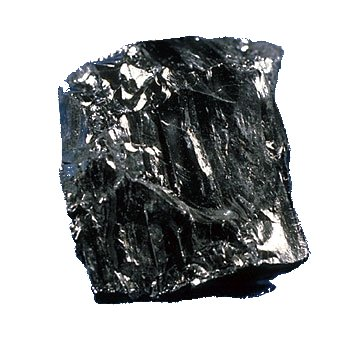
Uwęglony materiał roślinny do postaci antracytu

Uwęglenie – proces, w którym następuje stopniowy wzrost procentowy zawartości węgla, a zmniejsza się zawartość innych pierwiastków, np. tlenu i wodoru. Zmniejsza się także zawartość składników lotnych, następuje wzrost ciepła spalania. Z petrograficznego punktu widzenia następuje wzrost zdolności odbicia światła (refleksyjność witrynitu) – mierzy się ją na macerale kolotelinicie, a wartość wyraża się w Rr [%] (refleksyjność robocza). Następują wtedy zmiany fluorescencji oraz zanika jedna z grup macerałów – grupa liptynitu. Makroskopowo proces uwęglenia powoduje zmiany barwy (z brunatnej w różnym odcieniu do czarnego) wzrost intensywności połysku oraz wzrost ciężaru właściwego węgla. Proces uwęglenia jest procesem złożonym z przemian fizykochemicznych materii organicznej i mineralnej. Materiały wyjściowe i końcowe tego procesu to torf i grafit. Na proces uwęglenia wpływają następujące czynniki: ciśnienie, temperatura i czas. Dzieli się go także na dwie fazy:
- Faza biochemiczna  – następuje nagromadzenie materii organicznej i częściowy jej rozkład (próchnienie, butwienie, torfienie i gnicie), decyduje ona o składzie petrograficznym danego węgla. Kończy się ona w momencie przykrycia materii organicznej przez materię mineralną.
- Faza geochemiczna – rozpoczyna się w momencie przykrycia materii organicznej poprzez materię mineralną (np. spływy molasowe, powstanie gleby zwietrzelinowej itp.). W fazie geochemicznej następują właściwe procesy uwęglenia.